# Mistrzostwa Polski w Boksie 1983
54. Mistrzostwa Polski w boksie mężczyzn odbyły się w dniach 13-20 marca 1983 roku w Warszawie.

## Medaliści
| Kategoria:                        | Złoto:                                | Srebro:                                    | Brąz:                                                                       |
| waga papierowa (do 48 kg)         | Henryk Sakowski (Zawisza Bydgoszcz)   | Ryszard Majdański (Stal-Stocznia Szczecin) | Janusz Misiak (Victoria Baryt Wałbrzych) Piotr Zander (Pomorzanin Toruń)    |
| waga musza (do 51 kg)             | Zbigniew Raubo (Legia Warszawa)       | Wojciech Komasa (Olimpia Poznań)           | Krzysztof Lipkowski (Victoria Jaworzno) Janusz Szamp (Stoczniowiec Gdańsk)  |
| waga kogucia (do 54 kg)           | Sławomir Zapart (Błękitni Kielce)     | Sławomir Żeromiński (Legia Warszawa)       | Zbigniew Banakiewicz (Gwardia Koszalin) Henryk Średnicki (Górnik Sosnowiec) |
| waga piórkowa (do 57 kg)          | Tomasz Nowak (Polonia Warszawa)       | Sławomir Kaczmarek (Gwardia Łódź)          | Dariusz Kosedowski (Legia Warszawa) Krzysztof Kosedowski (Legia Warszawa)   |
| waga lekka (do 60 kg)             | Kazimierz Adach (Czarni Słupsk)       | Andrzej Mencel (Gwardia Wrocław)           | Marek Dobosz (Gwardia Warszawa) Ireneusz Zdziarski (Pomorzanin Toruń)       |
| waga lekkopółśrednia (do 63,5 kg) | Bogdan Gajda (Legia Warszawa)         | Andrzej Kobryń (Gwardia Wrocław)           | Mirosław Piotrowski (Zawisza Bydgoszcz) Jan Wnęk (Gwardia Łódź)             |
| waga półśrednia (do 67 kg)        | Adam Piwowarski (Carbo Gliwice)       | Aleksander Brydak (Stal Rzeszów)           | Mirosław Dąbrowski (Legia Warszawa) Czesław Sławiński (Gwardia Warszawa)    |
| waga lekkośrednia (do 71 kg)      | Adam Kozłowski (Legia Warszawa)       | Edward Maj (Wisła Kraków)                  | Andrzej Młodzianko (Hetman Zamość) Piotr Rabsztyn (Szombierki Bytom)        |
| waga średnia (do 75 kg)           | Henryk Petrich (Legia Warszawa)       | Stanisław Łakomiec (Błękitni Kielce)       | Józef Łebedyński (Gwardia Wrocław) Bogdan Wieczorek (Legia Warszawa)        |
| waga półciężka (do 81 kg)         | Paweł Skrzecz (Gwardia Warszawa)      | Marek Ejsmont (Stoczniowiec Gdańsk)        | Wiesław Adamski (Czarni Słupsk) Krzysztof Michałowski (GKS Jastrzębie)      |
| waga ciężka (do 91 kg)            | Janusz Czerniszewski (Legia Warszawa) | Grzegorz Skrzecz (Gwardia Warszawa)        | Stanisław Figurski (Gwardia Wrocław) Gerard Selke (Sokół Piła)              |
| waga superciężka (powyżej 91 kg)  | Marian Klass (Wybrzeże Gdańsk)        | Marek Pałucki (Czarni Słupsk)              | Zbigniew Głowacki (Odra Brzeg) Ryszard Mazur (Olimpia Poznań)               |